# 127545 Crisman
127545 Crisman este un asteroid din centura principală de asteroizi.

## Descriere
127545 Crisman este un asteroid din centura principală de asteroizi. A fost descoperit pe 4 decembrie 2002 la Kitt Peak National Observatory de Robert L. Millis. Asteroidul prezintă o orbită caracterizată de o semiaxă mare de 2,26 ua, o excentricitate de 0,09 și o înclinație de 4,1° în raport cu ecliptica.